# Municipio de Pitt
El municipio de Pitt (en inglés: Pitt Township) es un municipio ubicado en el condado de Wyandot en el estado estadounidense de Ohio. En el año 2010 tenía una población de 1012 habitantes y una densidad poblacional de 9,88 personas por km².

## Geografía
El municipio de Pitt se encuentra ubicado en las coordenadas 40°44′49″N 83°14′57″O / 40.74694, -83.24917. Según la Oficina del Censo de los Estados Unidos, el municipio tiene una superficie total de 102.44 km², de la cual 102,15 km² corresponden a tierra firme y (0,28 %) 0,28 km² es agua.

## Demografía
Según el censo de 2010, había 1012 personas residiendo en el municipio de Pitt. La densidad de población era de 9,88 hab./km². De los 1012 habitantes, el municipio de Pitt estaba compuesto por el 97,63 % blancos, el 0,69 % eran afroamericanos, el 0,1 % eran amerindios, el 0,1 % eran asiáticos, el 0,4 % eran de otras razas y el 1,09 % eran de una mezcla de razas. Del total de la población el 1,58 % eran hispanos o latinos de cualquier raza.